# Dalton Grant
Dalton Grant (* 8. dubna 1966, Hackney, Londýn) je bývalý britský atlet, jehož specializací byl skok do výšky. Je halovým mistrem Evropy (1994).
Třikrát reprezentoval na letních olympijských hrách. Největšího úspěchu dosáhl v roce 1988 na olympiádě v jihokorejském Soulu, kde se ve finále umístil na děleném sedmém místě. V Barceloně 1992 a v Atlantě 1996 již nepostoupil z kvalifikace. Na evropském šampionátu ve Splitu 1990 skončil pátý. Stříbro vybojoval na mistrovství Evropy v Budapešti 1998, kde prohrál jen s Polákem Arturem Partykou. V témže roce získal za výkon 231 cm na Hrách Commonwealthu v Kuala Lumpur zlatou medaili.
Několikrát se umístil na vrcholných atletických šampionátech těsně pod stupni vítězů, na 4. čtvrtém místě. Na halovém MS 1989 v Budapešti a na halovém MS 1993 v Torontu. Díky horšímu technickému zápisu skončil čtvrtý také na světovém šampionátu v Tokiu v roce 1991, kde mu k zisku medaile nepomohl ani osobní rekord 236 cm. Za stejnou výšku přitom získal stříbro Kubánec Javier Sotomayor a bronz Američan Hollis Conway. Naposledy obsadil čtvrté místo na Mistrovství světa v atletice 1997 v Athénách.

## Osobní rekordy
- hala - 237 cm - 13. března 1994, Paříž
- venku - 236 cm - 1. září 1991, Tokio